# Telesforo Montejo Robledo
Telesforo Montejo i Robledo (Segòvia, 5 de gener de 1818 -Madrid, 24 d'abril de 1896) va ser un polític espanyol, diputat i ministre de Foment durant el sexenni democràtic.

## Biografia
Advocat, liberaI, va participar en tots els pronunciaments i revoltes liberals contra el govern d'Isabel II d'Espanya (1840-43, vicalvarada, etcètera). Va donar suport a la revolució de 1868 i en fou secretari de la Junta Superior Revolucionària. Fou elegit diputat per Briviesca a les eleccions generals espanyoles de 1869 D'octubre a desembre de 1871 fou ministre de Foment en el gabinet presidit per José Malcampo y Monge.
Posteriorment continuaria la seva carrera al Senat, on fou senador per la província de Segòvia el 1871 i 1872, per la província de La Corunya de 1877 a 1878 i senador vitalici de 1881 a 1896. Arribaria a ser secretari i vicepresident del Senat, i participà en la redacció del seu reglament, vigent fins a la seva desaparició, durant la proclamació de la Segona República Espanyola.